# Indicador Myers-Briggs

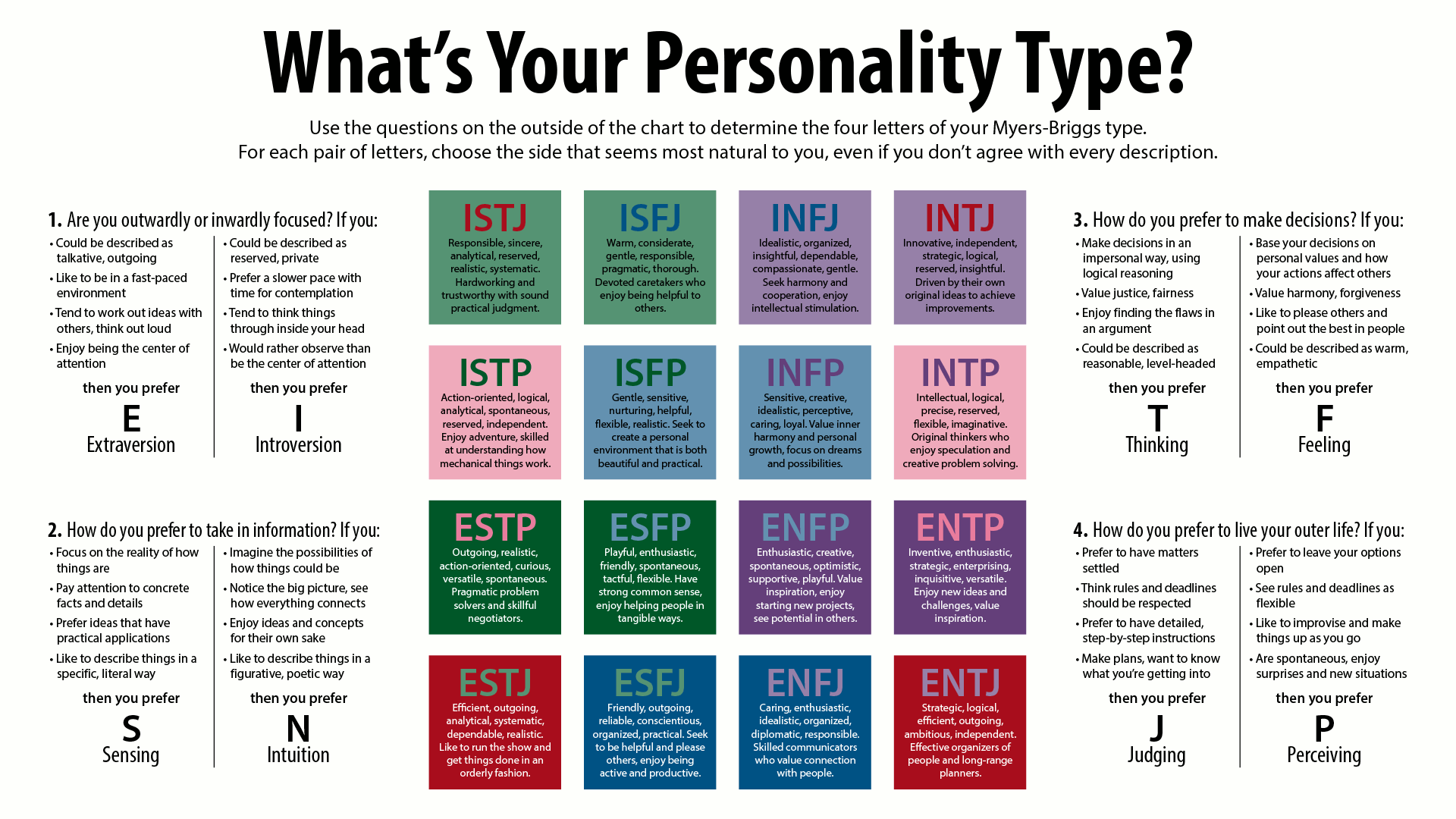
Tabla con descripciones de cada tipo de personalidad Myers-Briggs.

El indicador Myers-Briggs o inventario tipológico de Myers-Briggs,–MBTI por sus siglas en inglés–  es un cuestionario autorreportado que usa afirmaciones pseudocientíficaspara clasificar a los individuos en 16 "tipos psicológicos" o "tipos de personalidad" distintos.
Fue creado por Katharine Cook Briggs y su hija Isabel Briggs Myers durante la Segunda Guerra Mundial, y los criterios utilizados se basan en las propuestas que Carl Gustav Jung publicó en su trabajo Tipos psicológicos.
La prueba utiliza cuatro escalas, llamadas dicotomías, definidas como pares opuestos entre ocho categorías: introversión-extraversión, sensación-intuición, pensamiento-sentimiento, juicio-percepción. Cada categoría es simbolizada por una letra, de modo que el resultado se muestra con una combinación de cuatro letras, de entre las dieciséis posibles, que pretende definir la personalidad del sujeto.
A pesar de no haber podido demostrar de forma adecuada su fiabilidad como test de personalidad, es empleado como criterio de selección para clasificación en pedagogía, dinámica de grupos, capacitación de personal, asesoramiento matrimonial, y desarrollo personal. También es utilizado para la creación de personajes de juegos de rol.
Aunque el MBTI se parece a algunas teorías psicológicas, ha sido criticado como pseudociencia y no está ampliamente respaldado por investigadores académicos en el campo.

## Historia

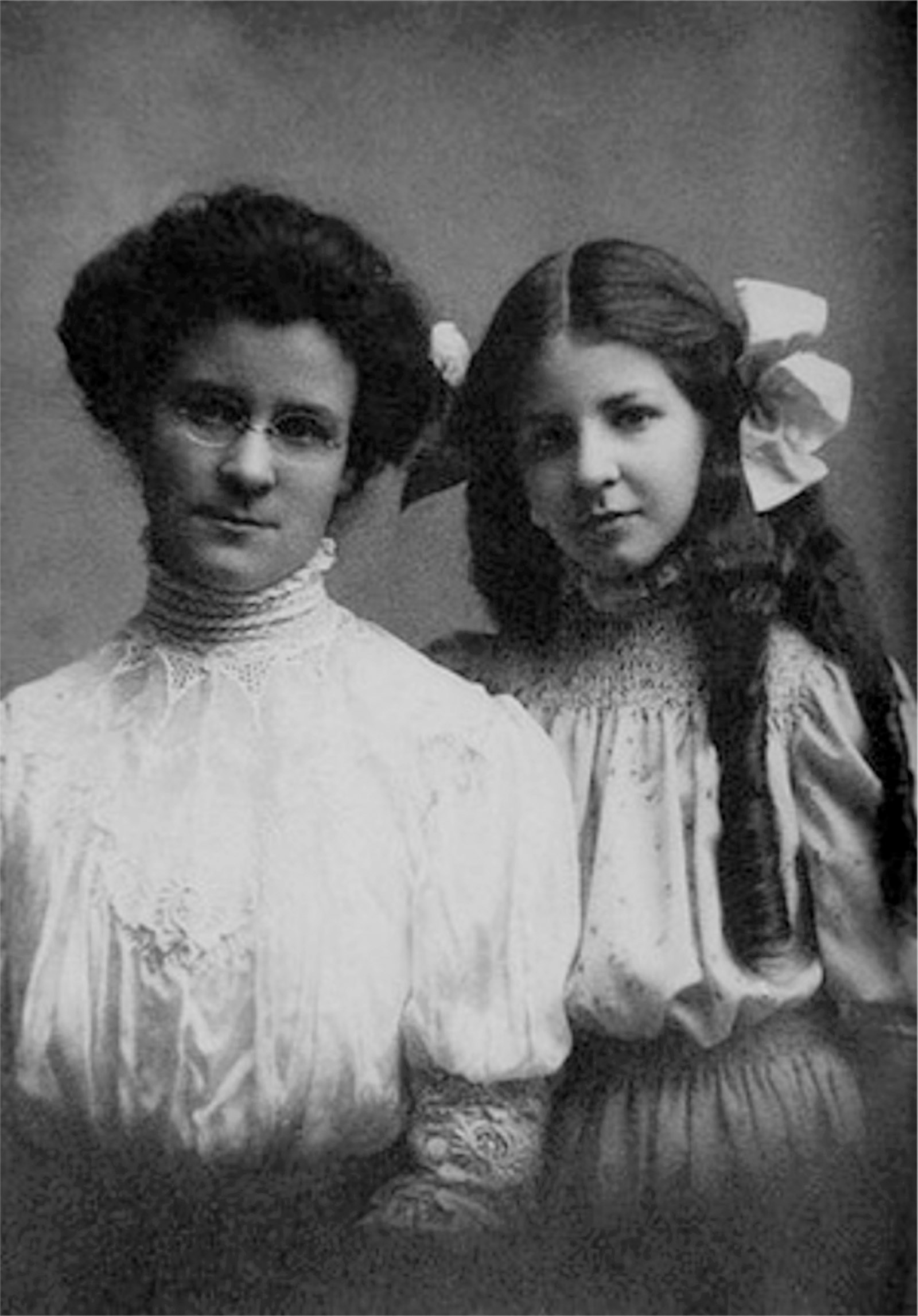
Katharine Briggs e Isabel Briggs-Myers, 7 de enero de 1921.

C. G. Jung por primera vez habló sobre tipología durante el Congreso Psicológico de Múnich de 1913. Katherine Cook Briggs comenzó su investigación sobre la personalidad en 1917, desarrollando un esquema basado en cuatro tipos: social, pensador, ejecutivo y espontáneo. En 1923 se publica la versión en inglés de la obra de Jung Tipos psicológicos (su primera edición en idioma alemán data de 1921). 
El MBTI fue desarrollado por Katherine Cook Briggs y su hija, Isabel Briggs Myers. Katherine había creado en 1917 una clasificación de la personalidad dividida en cuatro tipos: social, pensador, ejecutivo y espontáneo. 
En 1923 se publicó Psychological Type, la traducción a inglés del libro Psychologische Typen de Carl Gustav Jung, y su lectura inspiró a Katherine Briggs, que publicó dos artículos sobre su teoría de los tipos en la revista The New Republic: Meet Yourself Using the Personality Paint Box, en 1926, y Up From Barbarism en 1928. En 1929 la hija de Katherine Briggs, Isabel Briggs Myers, escribió una novela de misterio titulada El asesinato que ocurrirá, donde utilizó algunas ideas de tipología. Isabel Myers se acopla progresivamente a las investigaciones que realizaba su madre, hasta dedicarse de tiempo completo a ellas. 
En 1942 se crea el "Briggs-Myers Type Indicator" y en 1944 se publica el manual para su uso como una prueba para la selección de personal basándose en que la teoría de tipos de Jung proporciona un vínculo teórico entre personalidad y desempeño laboral. En 1956 se renombra a su forma actual, "Myers-Briggs Type Indicator".
En 1957, el Educational Testing Service (ETS) comenzó a distribuir el MBTI con fines de investigación, para decidir si debía incluírse en su repertorio de pruebas patentadas. Después de una revisión crítica de la prueba, ETS decidió abandonar el proyecto y terminó su relación con Myers. En 1975, Consulting Psychologists Press adquirió el derecho a vender el MBTI.

## Acerca del indicador
El indicador se diferencia de otros tests estandarizados y otros parámetros de medida, tales como la inteligencia, en que no mide una característica sino que clasifica los tipos de preferencias de las personas. 
De acuerdo con la teoría de Myers-Briggs, mientras que los tipos y parámetros son innatos, los parámetros pueden ser mejorados de manera similar a las habilidades, mientras que los tipos, si el individuo se encuentra en un medio ambiente sano, se definirán de manera natural con el transcurso del tiempo. El indicador intenta establecer el orden en que esto ocurre en cada persona y es en esta información, combinada con entrevistas realizadas a otras personas que han tenido las mismas preferencias, en lo que están basadas las descripciones de los tipos. 
Así pues, el indicador es similar a una flecha que intenta apuntar en la dirección de la descripción apropiada; Existe un fuerte debate sobre el aspecto de la teoría que establece que las características en que se clasifican son los tipos y no los parámetros, aquellos que pueden mejorarse con la práctica.
Sin embargo, los que apoyan el indicador explican que aprender sobre las características innatas es a la vez crear la oportunidad para mejorar cómo se aplican en diferentes contextos. En este sentido, el MBTI puede generar cambios significativos y crecimiento personal. 

### Instrumentos del Indicador MBTI
Las preferencias MBTI indican las diferencias en las personas basadas en lo siguiente:
- Cómo enfocan su atención u obtienen su energía (extraversión o introversión).
- Cómo perciben o toman la información (sensación o intuición).
- Cómo prefieren tomar decisiones (pensamiento o sentimiento).
- Cómo se orientan hacia el mundo exterior (calificador o "juzgador"  y percepción).

Al usar sus preferencias en cada una de estas áreas, las personas pueden desarrollar lo que Jung y Myers llamaban tipos psicológicos. Este patrón de personalidad fundamental resulta de la interacción dinámica de las cuatro preferencias, en relación con sus influencias ambientales y sus tendencias individuales propias. Las personas son propensas a desarrollar conductas, habilidades y actitudes en función de su tipo particular. Cada tipo de personalidad tiene su propia fuerza potencial como también áreas que ofrecen la oportunidad de ser desarrolladas.
La herramienta del MBTI consiste en preguntas de opción múltiple que responde a las bases de las cuatro dicotomías (par de opuestos psicológicos). Dieciséis resultados son posibles, cada uno identificado por su propio código de cuatro letras y es denotado por su letra inicial (excepto que la N es usada para Intuición, ya que la I se aplica a Introversión). El MBTI tiene aproximadamente 75% de precisión de acuerdo con su propio manual.

### Tipo
El modelo de tipología de Myers-Briggs considera a los tipos de personalidad en forma similar a la característica que posee una persona que es diestra o zurda: los individuos nacen o desarrollan ciertos tipos de formas de pensar y actuar. 
El MBTI ordena estas diferencia psicológicas en cuatro conjuntos de pares opuestos (extrovertido / introvertido, sensorial / intuitivo, racional / emocional y calificador / perceptivo), o "dicotomías" cuyas combinaciones dan origen a 16 tipos psicológicos. Ninguno de estos tipos es "mejor" o "peor"; sin embargo, Briggs y Myers pensaban que los individuos naturalmente tendrían una preferencia por una combinación específica de diferencias. En forma similar a como la gente encuentra que escribir con la mano izquierda es más difícil si uno es diestro, los individuos encuentran dificultoso utilizar preferencia psicológicas que son opuestas a las propias.
Cada uno de los dieciséis tipos que se obtienen de las combinaciones posibles de estas características se identifica a través de una abreviatura de cuatro letras que corresponden a las cuatro preferencias, que indican el tipo de preferencia en cada dicotomía. Por ejemplo:
- ENTJ - Extroversión, iNtuición, Pensamiento (Thinking), Calificador (Judging)
- INTJ - Introversión, iNtuición, Pensamiento (Thinking), Calificador (Judging)
- ISFP - Introversión, Sensorial, Emocional (Feeling), Perceptivo
- INTP - Introversión, iNtuición, Pensamiento (Thinking), Perceptivo

Y así sucesivamente para las 16 combinaciones posibles.

### Las cuatro dicotomías
Los cuatro pares de preferencias o dicotomías se muestran en la tabla adjunta.
Es necesario notar que los términos utilizados para cada dicotomía poseen ciertos significados técnicos específicos en el contexto del MBTI que son distintos de sus significados usuales. Por ejemplo, las personas que tienen una preferencia en calificar en lugar de percibir no significa necesariamente que sean más afines a "calificar o juzgar" o menos "perceptivas".
El MBTI tampoco mide la aptitud. Solamente indica la inclinación hacia una preferencia con respecto a otra. Por esta razón, no es correcto describir a alguien que posee un alto puntaje en Extroversión en comparación con Introversión en un test MBTI como 'más' extrovertido: sólo se puede indicar que posee una preferencia más definida.
Los puntajes de cada una de las dicotomías pueden variar en forma considerable según cada persona, aún entre aquellas del mismo tipo. Sin embargo, Isabel Myers consideraba que la dirección de la tendencia de la preferencia (por ejemplo, E vs. I) era más importante que el grado o intensidad de la preferencia (por ejemplo, muy definida vs. tenue).

### Actitudes: Extroversión (E) / Introversión (I)
Las preferencias por Extroversión (según la jerga de Myers-Briggs) y Introversión a veces son denominadas como actitudes. Briggs y Myers indicaron que cada una de las funciones se reflejaba en el mundo exterior del comportamiento, acción, personas y cosas (actitud extrovertida) o en el mundo interno de las ideas y la reflexión (actitud introvertida). El Indicador de Tipo de Myers-Briggs busca discriminar por una preferencia entre estas dos actitudes.
Las personas con una preferencia hacia la Extroversión obtienen su energía de la acción: ellos tienen la tendencia a actuar, luego reflexionar, y luego seguir actuando. Si están inactivos, su nivel de energía y motivación tiende a declinar. En forma complementaria, aquellos con una preferencia hacia la Introversión ven sus niveles de energía disminuir a medida que actúan: ellos prefieren reflexionar, luego actuar, y luego reflexionar nuevamente. Las personas con preferencia por Introversión necesitan tiempo para reflexionar y así poder reponer sus niveles de energía.
Mientras que el flujo del Introvertido se dirige hacia adentro hacia los conceptos e ideas, el flujo del Extrovertido se dirige hacia afuera hacia las personas y los objetos. Existen varias características contrastantes entre los Extrovertidos y los Introvertidos: los Extrovertidos desean amplitud y están orientados hacia la acción, mientras que los Introvertidos buscan profundidad y están orientados hacia el pensamiento.
Los términos Extrovertido e Introvertido son utilizados en un sentido especial dentro del contexto del Indicador de Tipo de Myers-Briggs.

### Funciones: Sensorial (S) / iNtuitivo (N) y Racional (Thinking - T) / Emocional (Feeling -F)
Jung identificó dos pares de funciones sicológicas: 
- Las dos funciones Percepción, Sensorial e iNtuición (la letra mayúscula corresponde a la jerga de Myers-Briggs para distinguirla de la Introversión)
- Las dos funciones Decisión, Racional y Emocional

Según el modelo tipológico de Myers-Briggs, cada persona utiliza preferentemente y en forma más eficiente una de estas cuatro funciones; sin embargo, las cuatro funciones son utilizadas en distintos instantes dependiendo de las circunstancias. 
Las funciones  Sensorial e Intuición están asociadas a la recolección de información (Percepción). Las mismas describen como una persona comprende e interpreta nuevos trozos de información. Los individuos que poseen una preferencia de tipo Sensorial es más probable que confíen en información que está disponible ahora, es tangible y concreta: es decir información que puede ser comprendida por los cinco sentidos. Ellos poseen la tendencia de desconfiar de pálpitos que parecen no tener un origen claro. Ellos prefieren buscar los detalles y los hechos. Para estas personas, el significado está en los datos y la información. Por el contrario, aquellos que poseen una preferencia de tipo iNtuición tienden a confiar en información que es de naturaleza más abstracta o teórica, que puede estar asociada con otra información (recordada por haberla visto previamente en otras circunstancias o descubierta al observar un contexto más amplio o patrón). Ellos pueden estar más interesados en las posibilidades futuras. Estas personas tienden a confiar en sus golpes de inspiración que parecen brotar del subconsciente. El significado se encuentra en como es que los datos y la infomacióm se relacionan con un patrón o una teoría.
Racional y Emocional son las funciones de toma de decisión (Decisión). Las funciones Racional y Emocional son ambas utilizadas para tomar decisiones, basándose en la información disponible que fuera recolectada por las funciones de recolección (Sensorial o iNtuición). Aquellos que poseen preferencia Racional tienden a tomar decisiones desde una posición más distante, considerando la decisión en cuanto a lo que es razonable, lógico, causal, consistente y se ajusta a un cierto conjunto de reglas. Mientras que aquellas personas que poseen una preferencia Emocional tienden a tomar decisiones mediante asociarse o desarrollar empatía por la situación, tratando de verla 'desde adentro' y sopesando la situación de manera de alcanzar, la mayor armonía, consenso y correspondencia considerando las necesidades de las personas involucradas. 
Tal como se indicó previamente, no es correcto concluir que en términos cotidianos las personas con una preferencia Racional, 'piensen mejor' que personas Sensoriales; la preferencia opuesta es considerada un modo igualmente válido de tomar decisiones (y, cualquiera sea el caso, la evaluación MBTI es una medida de una preferencia, no de una habilidad). En forma similar, aquellos que poseen una preferencia Emocional no necesariamente poseen "mejores" reacciones emocionales que sus contrapartes Racionales.

### Estilo de vida: Calificador (Judgment) (J) / Perceptivo (P)
Myers y Briggs agregaron una dimensión adicional al modelo tipológico de Jung. Según ellas la gente también posee una preferencia en cuanto al uso de la función Decisión (Racional o Emocional) o la función Percepción (Sensorial o iNtuición) en cuanto a su relación con el mundo exterior (extroversión). 
Myers y Briggs determinaron que aquellos tipos con una preferencia por Decisión exhibían al mundo su función preferente Decisión (Racional o Emocional). De forma tal que los tipos TJ tienden a ser vistos por el mundo exterior como lógicos, y los tipos FJ son percibidos como empáticos. Según Myers, los tipos Judging prefieren tener "las cosas resueltas." Aquellos tipos que finalizan en P muestran al mundo su función preferente Perceiving (Sensorial o iNtuición). Mientras que los tipos SP tienden a ser percibidos por el mundo como concretos y los tipos NP son considerados abstractos. Según Myers, los tipos Perceiving prefieren "mantener las opciones abiertas."
Mientras que para los Extrovertidos, la J o P indica su función dominante; para los Introvertidos, la J o P indica su función auxiliar. Los Introvertidos tienden a exteriorizar su función dominante solo en temas "importantes para sus mundos internos".: 13  Por ejemplo:  
Debido a que los tipos ENTJ son Extrovertidos, la J indica que su función dominante es su función preferida de Decisión (Racional Extrovertido). Los tipos ENTJ manifiestan en forma introvertida su función de Percepción auxiliar (Intuición introvertida). La función terciaria es Sensorial y la función inferior es Introvertido Emocional. 
A causa de que los tipos INTJ son Introvertidos, la J indica que su función auxiliar es su función Decisión preferente (Extravertido Racional). Los tipos INTJ introvierten su función dominante Percepción (Introvertido iNtuitivo). La función terciaria es emocional, y la función inferior es Extravertido Sensorial.

#### Función Dominante
Si bien las personas utilizan las cuatro funciones cognitivas, una de las funciones es utilizada por lo general de forma más consciente y con más destreza. Esta función dominante es apoyada por la función secundaria (auxiliar), y en menor medida por la función terciaria. La cuarta función que es la menos consciente es siempre la opuesta a la función dominante. Myers llamaba a esta función inferior la sombra.
Las cuatro funciones operan junto con las actitudes (Extroversión e Introversión). Cada función es utilizada en una forma extrovertida o introvertida. Por ejemplo una persona cuya función dominante es intuición extrovertida, utiliza la intuición en forma muy diferente que una persona cuya función dominante es intuición introvertida.

## Formato y desarrollo del test MBTI
La versión norteamericana del MBTI Step I comprende 93 preguntas de elección forzada (en la versión en inglés europeo hay 88 preguntas). Elección forzada significa que el individuo debe elegir solo una de dos posibles respuestas que se le proponen para cada pregunta. Las opciones son una mezcla de pares de palabras y oraciones breves. Las opciones no son opuestos en sentido literal pero intentan reflejar preferencias opuestas de la misma dicotomía. En algunas versiones del test se les permite a los participantes saltearse preguntas en las que consideran que no les es posible elegir entre una de las dos opciones.
Se le asigna un puntaje al MBTI utilizando técnicas psicométricas, tales como item response theory, también se intenta identificar la preferencia, y la claridad con que la preferencia se expresa, en cada dicotomía. Luego de haber realizado el MBTI, por los general se les solicita a las personas que realicen un ejercicio de  Mejor Ajuste  (ver explicación previa) y luego se les da una descripción de su Tipo, que por lo general incluye un gráfico de barras y un número que indica con cuanta nitidez se expresa cada preferencia en el cuestionario que completaron.
El término tipos de mejor ajuste se refiere al código ético que deben seguir los facilitadores que utilizan el test. Éste establece que la persona que se somete al test del indicador es siempre el mejor juez respecto a cuáles son sus preferencias y que nunca se debe utilizar únicamente el indicador como base para tomar una decisión.

## Críticas a su validez
La validez del test como instrumento psicométrico es objeto de duda, tanto por su diseño como por su valor estadístico.
Entre un tercio y la mitad de los estudios realizados sobre el MBTI ha sido elaborada por equipos no independientes que brindan capacitación en el test, financiados por sus ventas y publicados en conflicto de interés, en revistas como Journal of Psychological Type, que son metodológicamente débiles o poco científicos.
Una revisión de 1996 de Gardner y Martinko concluyó: "Está claro que los esfuerzos por detectar vínculos simplistas entre las preferencias de tipo y la eficacia administrativa han sido decepcionantes. De hecho, dada la calidad mixta de la investigación y los hallazgos inconsistentes, no se puede obtener una conclusión definitiva con respecto a estas relaciones."
El especialista en psicometría Robert Hogan escribió: "La mayoría de los psicólogos de la personalidad consideran al MBTI poco más que una elaborada galleta de la suerte."
Esta prueba y similares se incluyen entre las difundidas por la moda del "autoconocimiento". Debe su popularidad al mismo tipo de sugestión que el horóscopo zodiacal o "qué chakra es dominante", o el parecido eneagrama de la personalidad, todos ellos apoyados en explotar el efecto Forer, una mezcla de adulación y sesgo de confirmación que sugestiona al encuestado para que parezca ajustarse a la predicción.